# Skidskytte vid olympiska vinterspelen 1988
Skidskytte vid olympiska vinterspelen 1988 bestod av tre tävlingar. De blev avhållet vid Canmore Nordic Centre. Tävlingarna började runtomkring hundra kilometer från värdorten Calgary. Tävlingarna började 20 februari och avslutades 27 februari.

## Medaljsummering
Fyra nationer tog medaljer, Östtyskland ledde medaljöversikten med två guldmedaljer, och Sovjetunionen vann mest medaljer med 4 (1 guld, 2 silver, 1 brons). Frank-Peter Roetsch vann båda individuella guldmedaljerna. Valerij Medvedtsev vann tre medaljer, två silvermedaljer i de individuella tävlingarna och guld på stafetten.
Italiens två medaljer var de första i skidskytte för landet.

## Medaljtabell
| Pl. | Nation        | Guld | Silver | Brons | Totalt |
| --- | ------------- | ---- | ------ | ----- | ------ |
| 1   | Östtyskland   | 2    | 0      | 0     | 2      |
| 2   | Sovjetunionen | 1    | 2      | 1     | 4      |
| 3   | Västtyskland  | 0    | 1      | 0     | 0      |
| 4   | Italien       | 0    | 0      | 2     | 2      |

## Medaljörer

### Herrar
| Gren                | Guld                                                                              | Guld      | Silver                                                            | Silver    | Brons                                                                 | Brons     |
| Distans Detaljer... | Frank-Peter Roetsch Östtyskland                                                   | 56:33,3   | Valerij Medvedtsev Sovjetunionen                                  | 56:54,6   | Johann Passler Italien                                                | 57:10,1   |
| Sprint Detaljer...  | Frank-Peter Roetsch Östtyskland                                                   | 25:08,1   | Valerij Medvedtsev Sovjetunionen                                  | 25:23,7   | Sergej Tjepikov Sovjetunionen                                         | 25:29,4   |
| Stafett Detaljer... | Sovjetunionen Dmitrij Vasiljev Sergej Tjepikov Aleksandr Popov Valerij Medvedtsev | 1:22:30,0 | Västtyskland Ernst Reiter Stefan Höck Peter Angerer Fritz Fischer | 1:23:37,4 | Italien Werner Kiem Gottlieb Taschler Johann Passler Andreas Zingerle | 1:23:51,5 |